# Eptesicus hottentotus
Eptesicus hottentotus är en fladdermusart som först beskrevs av Andrew Smith 1833.  Eptesicus hottentotus ingår i släktet Eptesicus och familjen läderlappar. IUCN kategoriserar arten globalt som livskraftig. Inga underarter finns listade i Catalogue of Life. Wilson & Reeder (2005) skiljer mellan tre underarter.
Denna fladdermus förekommer i södra Afrika från norra Zambia till Namibia och Sydafrika. En individ hittades dessutom i Kenya. Arten lever ofta nära floder eller andra vattenansamlingar. De flesta individer hittades vilande i grottor, gruvor eller tunnlar. Där bildas flockar med tre eller fyra medlemmar. Ibland vilar de under byggnadernas tak.
Arten blir med svans cirka 115 mm lång och den har en genomsnittlig vikt av 16,6 g. Hos populationer som lever i torra regioner är pälsen på ovansidan brun och hos populationer i fuktiga landskap förekommer mörkbrun till svartbrun päls på ovansidan. Vid buken har pälsen en ljusare och mera gråaktig färg. Hos Eptesicus hottentotus är öronen och flygmembranen mörkbrun. Öronen är inte sammanlänkade och deras spetsar är avrundade.
Denna fladdermus saknar en hudflik (bladet) på näsan och den har 45 till 54 mm långa underarmar. I artens tanduppsättning förekommer fyra övre kindtänder och fem nedre kindtänder. Eptesicus hottentotus har två övre framtänder i varje käkhalva. De har i motsats till framtänder hos andra arter av samma släkte bara en knöl på toppen. Delar av svansen eller hela svansen är gömda i den del av flygmembranen som ligger mellan bakbenen.